# Podophyllum peltatum
Podophyllum peltatum (L., 1753) è una pianta erbacea appartenente alla famiglia delle Berberidaceae, diffusa nella parte orientale di Stati Uniti e Canada.

## Descrizione
Pianta erbacea perenne. Il fusto raggiunge l'altezza di 30–40 cm, le larghe foglie hanno un diametro di 20–30 cm e sono a gruppi di 5-9. Il rizoma bruno rossastro presenta molte cicatrici. Solitamente per ogni pianta si sviluppa un unico fiore bianco di 3–5 cm di diametro con sei petali, tra due foglie; questo matura in un frutto, una bacca giallo-verde commestibile lunga 2–5 cm dalla forma ovoidale.

## Distribuzione e habitat
È nativa delle regioni orientali dell'America settentrionale, cresce principalmente nel sottobosco, prediligendo i terreni umidi e abbondanti di sostanze organiche.

## Usi
Tutte le parti della pianta, eccetto il frutto sono velenose: contengono infatti lignani citotossici e i loro glicosidi. Il frutto anche se non velenoso può causare indigestione.
In medicina viene usata per estrarre la resina, costituita da Podofillotossina, ma anche α-peltatina e β-peltatina. La Podofillotossina, in particolare, può essere usata per il trattamento delle verruche veneree.
Sono state accertate proprietà antimicotiche utilizzate per curare la tigna e gli eczemi. Questa attività è correlata alla capacità della Podofillotossina di inibire la polimerizzazione della tubulina, che impedisce la formazione dei microtubuli (e quindi del fuso mitotico) durante la mitosi..
Esistono anche due derivati semisintetici della 4'-demetilepipodofillotossina: etoposide e teniposide.Questi principi attivi vengono usati per le azioni farmacologiche contro:
- Leucemia linfatica acuta
- Neuroblastoma
- Linfoma non Hodgkin
- Cancro dei testicoli
- Carcinoma a piccole cellule del polmone.

Il meccanismo d'azione di questi due farmaci è totalmente diverso da quello della podofillotossina. Infatti, consiste nella stabilizzazione del complesso DNA-Topoisomerasi II: questo porta all'inibizione dell'enzima, impedendo così alla cellula di sintetizzare e duplicare il materiale genetico.